# Мелендес, Хинес
Хинес Мелендес Сонто (англ. Ginés Meléndez; родился 22 марта 1950 года) — испанский футболист, тренер.

## Клубная карьера
Хинес перестал играть в футбол в 21 год. Затем он учился в качестве тренера и начал тренировать молодёжные команды в «Альбасете». В течение многих лет координатором «Альбасете» в молодёжной системе, поскольку он также был муниципальным советником в Альбасете. Он также учитель физического воспитания в школе в Альбасете. В 1992 и 1994 году был исполняющим обязанности главного тренера «Альбасете» в Ла-Лиге. После нескольких лет работы тренером «Альбасете», в сезоне 1997/98 Хинес помог клубу избежать вылета из «Сегунды», в последних пяти турах сезона набрав большое количество очков.